# 镇江镇
镇江镇，是中华人民共和国广东省茂名市高州市下辖的一个乡镇级行政单位，位于高州市西南部沙田河注入鉴江处。镇驻地旧名镇罡，民国8年(1919)建镇罡市，有借罡星“镇治”之意。1953年设镇罡乡，1959年成立镇罡公社，1978年改称镇江，1983年改镇江区。1987年建镇江镇。镇政府驻镇江圩。
镇江镇自宋元以来素有“粤西陶都”之称，境内有中国面积最大的罕见珍贵野生稻约200亩。

## 行政区划
镇江镇下辖以下地区：
镇江社区、日久冲村、大垌村、新圳村、镇江村、大岭村、江口村、水郁村、含屋村、金村、朋山村、山口村、官冲村、福石村和那射村。